# Terminal de Transporte de Montería
La Terminal de Transporte de Montería S.A. es una infraestructura de carácter público destinada al transporte terrestre intermunicipal e interdepartamental de pasajeros. Está ubicada al sur de la ciudad de Montería, capital del departamento de Córdoba, en Colombia.
Desde esta terminal operan rutas de buses y microbuses que conectan a Montería con municipios del departamento y con ciudades de otras regiones del país, como Sincelejo, Cartagena, Barranquilla, Medellín y Bogotá.
El edificio cuenta con boleterías, plataformas de embarque y desembarque, y áreas destinadas a servicios comerciales. También tiene acceso a servicios de transporte urbano, incluidos buses y taxis.

## Historia
La Terminal de Transporte de Montería fue inaugurada en 2008 durante el gobierno del presidente Álvaro Uribe Vélez, como una iniciativa del entonces alcalde León Fidel Ojeda Moreno. La obra fue entregada bajo la administración municipal de Marcos Daniel Pineda García y tuvo como objetivo centralizar el transporte intermunicipal de la ciudad.

## Estadísticas
| Año  | Cantidad de operaciones | Pasajeros movilizados | Ref   |
| ---- | ----------------------- | --------------------- | ----- |
| 2024 | 449 542                 | 3 131 385             | [ 1 ] |
| 2023 | 421 535                 | 2 929 917             | [ 5 ] |

## Destinos
| Municipio               | Empresas de transporte                                                                                       |
| ----------------------- | --- |
| Aguachica               | Expreso Brasilia / Copetran                                                                                  |
| Apartadó                | Gómez Hernández / Sotracor / Coointur                                                                        |
| Arboletes               | Gómez Hernández / Sotracor/ Rápido Ochoa                                                                     |
| Arjona                  | Expreso Brasilia / Unitransco / Sotracor / Torcoroma                                                         |
| Ayapel                  | Sotracor / Cooperativa Tucura                                                                                |
| Barrancabermeja         | Expreso Brasilia                                                                                             |
| Barranquilla            | Expreso Brasilia / Unitransco / Transportes Luz / Torcoroma / Transportes González / Copetran                |
| Bogotá                  | Expreso Brasilia / Copetran / Rápido Ochoa                                                                   |
| Bosconia                | Copetran |
| Bucaramanga             | Expreso Brasilia / Copetran                                                                                  |
| Cartagena               | Expreso Brasilia / Unitransco / Transportes Luz / Torcoroma / Transportes González / Sotracor / Rápido Ochoa |
| Caucasia                | Expreso Brasilia / Sotracor / Rápido Ochoa / Cooperativa Tucura                                              |
| Cereté                  | Cooperativa Tucura / Sotracor                                                                                |
| Chigorodó               | Gómez Hernández/Coointur                                                                                     |
| Chima                   | Cooperativa Tucura                                                                                           |
| Chinú                   | Transportes Luz / Torcoroma / Transportes González                                                           |
| Cotorra                 | Cooperativa Tucura / Sotracor                                                                                |
| Coveñas                 | Expreso Brasilia / Transportes Luz / Torcoroma / Cooperativa Tucura / Sotracor / Unitransco / Rápido Ochoa   |
| Cúcuta                  | Expreso Brasilia / Copetran                                                                                  |
| Lorica                  | Cooperativa Tucura / Sotracor                                                                                |
| Los Córdobas            | Sotracor |
| Magangué                | Transportes González                                                                                         |
| Maicao                  | Expreso Brasilia / Copetran / Torcoroma / Rápido Ochoa                                                       |
| Medellín                | Expreso Brasilia / Transportes Luz / Rápido Ochoa / Gómez Hernández                                          |
| Montelíbano             | Sotracor / Cooperativa Tucura / Transportes Luz                                                              |
| Moñitos                 | Cooperativa Tucura / Sotracor                                                                                |
| Necoclí                 | Gómez Hernández / Sotracor / Coointur                                                                        |
| Ocaña                   | Copetran |
| Puerto Escondido        | Cooperativa Tucura / Sotracor                                                                                |
| Puerto Libertador       | Cooperativa Tucura / Sotracor                                                                                |
| Riohacha                | Copetran/Expreso Brasilia/ Rápido Ochoa                                                                      |
| Sahagún                 | Expreso Brasilia / Cooperativa Tucura / Transportes Luz / Torcoroma / Transportes González / Sotracor        |
| San Antero              | Cooperativa Tucura / Sotracor                                                                                |
| San Bernardo del Viento | Cooperativa Tucura / Sotracor                                                                                |
| San José de Uré         | Cooperativa Tucura / Sotracor                                                                                |
| San Juan de Urabá       | Gómez Hernández / Sotracor                                                                                   |
| San Marcos              | Transportes Luz / Sotracor                                                                                   |
| San Onofre              | Sotracor |
| San Pelayo              | Sotracor |
| Santa Marta             | Copetran / Rápido Ochoa / Expreso Brasilia / Torcoroma                                                       |
| Sincelejo               | Expreso Brasilia / Unitransco / Transportes Luz / Torcoroma / Transportes González / Sotracor                |
| Tierralta               | Cooperativa Tucura / Sotracor                                                                                |
| Tolú                    | Expreso Brasilia / Transportes Luz / Cooperativa Tucura / Sotracor                                           |
| Turbaco                 | Expreso Brasilia / Torcoroma / Sotracor                                                                      |
| Turbo                   | Gómez Hernández / Coointur /Sotracor                                                                         |
| Valencia                | Sotracor / Coointur                                                                                          |
| Valledupar              | Expreso Brasilia / Copetran                                                                                  |